# اسقف‌نشین آرتساخ
اسقف‌نشین آرتساخ (ارمنی: Արցախի թեմ) یک اسقف‌نشین کلیسای حواری ارمنی می‌باشد که جمهوری آرتساخ را در بر می‌گیرد. نام این اسقف‌نشین از استان تاریخی گوگارک گرفته شده است. نام این اسقف‌نشین از استان تاریخی آرتساخ در ارمنستان بزرگ گرفته شده است.